# Johann Limbacher
Johann Josef Limbacher (* 11. Februar 1940 in Treuchtlingen; † 16. Mai 2025 in Eichstätt) war ein deutscher römisch-katholischer Prälat und von 1989 bis 2010 Generalvikar des Bistums Eichstätt.

## Leben
Johann Limbacher wurde 1940 in Treuchtlingen geboren und wuchs mit seiner Schwester Annemarie dort auf. Er studierte Theologie an der Universität Eichstätt. Er empfing 1965 die Priesterweihe und war anschließend zunächst Kaplan in Heilsbronn, Pleinfeld und Roth. Ab 1971 war er als Mitarbeiter, seit 1972 als Leiter des Bischöflichen Jugendamtes in Eichstätt tätig. Er war Teilnehmer an der Würzburger Synode (1971–1975), in der er die Umsetzung der Beschlüsse des Zweiten Vatikanischen Konzils mitgestaltete und von 1972 bis 1981 als Diözesanjugendseelsorger gerade in der Jugendarbeit umsetzte.
Ab 1981 war er Stadtpfarrer der Hofkirche in Neumarkt in der Oberpfalz. Von 1985 bis 1988 war er Dekan des Dekanates Neumarkt. 1988 wurde er Mitglied im Eichstätter Domkapitel, dessen Vorsitz er als Dompropst 1997 annahm.
Bischof Karl Braun ernannte ihn am 1. Oktober 1989 zum Generalvikar des Bistums Eichstätt und damit zum Nachfolger von Josef Pfeiffer. Auch die Bischöfe Walter Mixa und Gregor Maria Hanke bestellten ihn zu ihrem Generalvikar. Während der Sedisvakanz des Bistums 2005/2006 war er Diözesanadministrator. Er ging 2010 mit 70 Jahren als dienstältester Generalvikar in Bayern in den Ruhestand. Sein Nachfolger wurde am 1. August 2010 Isidor Vollnhals.
Am 16. Mai 2025 starb Limbacher nach langer Krankheit im Alter von 85 Jahren im Klinikum Eichstätt.

## Ehrungen und Auszeichnungen
- 1997: Verdienstorden der Bundesrepublik Deutschland (Verdienstkreuz am Bande)[4]
- 2000: Ehrensenator der Katholischen Universität Eichstätt-Ingolstadt[4]
- 2008: Ehrenprälat Seiner Heiligkeit[4]
- 2009: Verdienstorden der Bundesrepublik Deutschland (Verdienstkreuz I. Klasse)[4]